# Rhosus colombiana
Rhosus colombiana är en fjärilsart som beskrevs av George Francis Hampson 1910. Rhosus colombiana ingår i släktet Rhosus och familjen nattflyn. Inga underarter finns listade.